# Александровски театър
Александровски театър (на фински: Aleksanterin teatteri) е театър в Хелзинки.

## История
През лятото на 1875 г. тогавашният генерал-губернатор на Великото херцогство Финландия (1866 – 1881), граф Николай Адлерберг (от шведски благороднически произход), чест посетител на театър, получава разрешение от Александър II от Русия да построи руски театър за руското малцинство, живеещо по това време в Хелзинки. Сградата е проектирана от Пьотр Петрович Бенард. Строителството започва през април 1876 г., като са използвани тухли и гранитни камъни, дошли от руската крепост Бомарсунд на Оландските острови, която е взривена през 1854 г.
Залата на театъра е проектирана от архитекта от Санкт Петербург Йероним Осуховски. Финландският художник Северин Фалкман създава таванните картини с дванадесет купидона, както в Мариинския театър в Санкт Петербург. Технологията в театъра е разработена от Йосиф Воронцов; строежът на самия театър е завършен през октомври 1879 г., а през февруари 1880 г. театърът е кръстен на руския цар Александър II.
Откриването се състои на 30 март 1880 г. с „Фауст“ от Шарл Гуно.
През 1918 г. Финландската национална опера и балет се премества в театър „Александър“, където остава до 1993 г.
От 1993 г. театърът се използва за гостувания на представления от различни жанрове. Комплексът разполага и с различни офиси, репетиционни зали и танцови студия.
Твърди се, че театър „Александър“ е обитаван от призрака на руския лейтенант Пьотр Василиевич, който загива в Бомарсунд по време на Кримската война и е преместен в Хелзинки заедно с камъните на крепостта.